# Горка алоја
Аloe ferox, позната и под називом горка алоја, је врста цветнице из породице Asphodelaceae. Ова дрвенаста алоја је аутохтона врста која се развила у јужној Африци. Једна је од неколико врста алоје која се користи за производњу горких алоја, пургативних лекова, а такође садржи и гел који није горак и може се користити у козметичке сврхе.

## Опис
Аloe ferox је висока алоја са једном стабљиком, која може нарасти до 3 метра висине. Листови су јој густи и меснати, поређани у розете, а на ободима имају црвенкасто-смеђе бодље са мањим бодљама на горњој и доњој површини. Површина листова младих биљака прекривена је бодљама; међутим, како се листови повећавају постају мање подложни испаши и почињу да губе већину бодљи, осим оних дуж обода. Биљке у западном делу свог природног станишта обично задржавају више бодљи на површини листова.
Цветови су једноличне наранџасте или црвене боје. То је заправо скуп цветова на заједничкој осовини између 0,61 и 1,22 м изнад листова.
То је променљива врста, а биљке се могу физички разликовати од подручја до подручја, због локалних услова. Ову алоју често замењују са сродном врстом Aloe excelsa, која се може наћи на северу, и изгледају врло слично кад потпуно порасту. Међутим, цветови им се разликују. Гроздови Aloe excelsa су далеко краћи и благо закривљени.
Горку алоју  можемо разликовати од њених најближих рођака по компактнијим, усправним листовима са 6 мм црвенкасто-смеђим зубима на ободима, по усправним цвастима канделабра, које носе до осам врло густих, цилиндричних, симетричних гроздова од 50–80 цм, и по њиховим неизвијеним, цевастим цветовима са смеђим врховима унутрашњег сегмента.

## Распрострањеност и станиште
Њен велики природни домет формира готово континуирани појас дуж јужног Кејпа, од Свелендама и округа Оверберг на западу, кроз скоро читав регион провинције Источни Кејп, према истоку до јужног Квазулу-Натал-а, и према северу до јужних делова Фри Стејта и Лесота.
Унутар овог распона, Аloe ferox се углавном може наћи у стеновитим подручјима - на брдима и ивицама Каруа.

## Узгајање
Аloe ferox је позната под неколико имена - најчешће као горка алоја, али и као алоја из Кејпа, црвена алоја итд.
Ова биљка се размножава углавном сечом семена и главе, и требало би их сејати са приближно метар удаљености између два стабла. У зависности од семена, потребно је око 4 до 5 година да биљке достигну прву бербу. До тада ће сваки лист бити тежине око 1,5 до 2 кг. Аloe ferox преферира суву тропску климу, отворен простор, песковито земљиште, пуно сунца и умерено заливање са добрим дренажним системом.